# González (Uruguay)
González ist eine Ortschaft in Uruguay.

## Geographie
González befindet sich auf dem Gebiet des Departamento San José in dessen Sektor 7 in der Cuchilla San José. Nächstgelegene Ansiedlungen in der Umgebung sind Mal Abrigo im Nordwesten und das unweit westlich der Departamento-Hauptstadt San José de Mayo gelegene Juan Soler im Südosten. Nördlich von González entspringt der Arroyo Jesús María, nordwestlich der Arroyo San Antonio, ein linksseitiger Nebenfluss des Arroyo Pavón. Im Süden des Ortes liegt zudem die Quelle des den Arroyo San Antonio speisenden Las Tunas.

## Infrastruktur
Durch den Ort führt die Ruta 23 und die Eisenbahnlinie Montevideo - San José - Colonia.

## Einwohner
Die Einwohnerzahl von González beträgt 222 (Stand: 2011), davon 96 männliche und 126 weibliche.
| Jahr | Einwohner |
| ---- | --------- |
| 1963 | 303       |
| 1975 | 321       |
| 1985 | 260       |
| 1996 | 211       |
| 2004 | 251       |
| 2011 | 222       |

Quelle: Instituto Nacional de Estadística de Uruguay